# Tiro esportivo nos Jogos Pan-Americanos de 2015 - Fossa dublê masculino
A categoria da fossa dublê masculino foi um dos eventos do tiro esportivo nos Jogos Pan-Americanos de 2015, em Toronto. Foi disputada no dia  16 de julho no Pan Am Shooting Centre em Innisfil. 

## Calendário
Horário local (UTC-4)
| Data        | Horário | Fase                |
| ----------- | ------- | ------------------- |
| 16 de julho | 09:00   | Qualificação        |
| 16 de julho | 15:30   | Semifinal           |
| 16 de julho | 16:00   | Disputa pelo bronze |
| 16 de julho | 16:15   | Final               |

## Medalhistas
| Ouro   | GUA Hebert Brol Cardenas  |
| Prata  | DOM Sergio Piñero         |
| Bronze | GUA Enrique Brol Cardenas |

## Resultados

### Qualificação
| Pos. | Atirador                     | Nacionalidade            | 1  | 2  | 3  | 4  | 5  | Total | Notas |
| ---- | ---------------------------- | ------------------------ | -- | -- | -- | -- | -- | ----- | ----- |
| 1    | Walton Eller                 | USA Estados Unidos       | 28 | 27 | 23 | 27 | 28 | 133   | Q,    |
| 2    | Hebert Brol Cardenas         | GUA Guatemala            | 26 | 28 | 27 | 25 | 27 | 133   | Q,    |
| 3    | Sergio Piñero                | DOM República Dominicana | 26 | 26 | 27 | 25 | 25 | 129   | Q     |
| 4    | Elvin Rodgers                | DOM República Dominicana | 25 | 27 | 26 | 27 | 23 | 128   | Q     |
| 5    | Enrique Brol Cardenas        | GUA Guatemala            | 27 | 25 | 23 | 24 | 26 | 125   | Q     |
| 6    | Luiz Fernando Graça          | BRA Brasil               | 22 | 25 | 25 | 22 | 25 | 119   | Q     |
| 7    | Danilo Caro                  | COL Colômbia             | 20 | 25 | 23 | 25 | 25 | 118   |       |
| 8    | Jaison Santin                | BRA Brasil               | 24 | 23 | 22 | 24 | 25 | 118   |       |
| 9    | Alessandro De Souza Ferreira | PER Peru                 | 22 | 23 | 24 | 25 | 24 | 118   |       |
| 10   | Lucas Rafael Bennazar Ortiz  | PUR Porto Rico           | 22 | 24 | 24 | 27 | 21 | 118   |       |
| 11   | Ricardo Cortina              | VEN Venezuela            | 20 | 22 | 24 | 25 | 25 | 116   |       |
| 12   | Kabir Dhillon                | CAN Canadá               | 22 | 24 | 23 | 21 | 19 | 109   |       |
| 13   | Paulo Reichardt              | PAR Paraguai             | 21 | 21 | 19 | 23 | 24 | 108   |       |
| 14   | José Torres Laboy            | PUR Porto Rico           | 20 | 21 | 23 | 19 | 22 | 105   |       |
| 15   | Hernando Vega                | COL Colômbia             | 24 | 20 | 18 | 20 | 21 | 103   |       |
| 16   | Eduardo Taylor               | PAN Panamá               | 23 | 20 | 18 | 21 | 20 | 102   |       |
| 17   | Paul Shaw                    | CAN Canadá               | 23 | 18 | 19 | 22 | 19 | 101   |       |
| 18   | Mario Díaz                   | PER Peru                 | 19 | 20 | 23 | 14 | 15 | 91    |       |
| 19   | Manuel García                | PAN Panamá               | 14 | 13 | 18 | 19 | 19 | 83    |       |

### Semifinal
| Pos. | Atirador              | Nacionalidade            | Pontos | Desempate | Notas |
| ---- | --------------------- | ------------------------ | ------ | --------- | ----- |
| 1    | Sergio Piñero         | DOM República Dominicana | 28     |           | QG    |
| 2    | Hebert Brol Cardenas  | GUA Guatemala            | 27     |           | QG    |
| 3    | Enrique Brol Cardenas | GUA Guatemala            | 26     | +10       | QB    |
| 3    | Walton Eller          | USA Estados Unidos       | 26     | +10       | QB    |
| 5    | Luiz Fernando Graça   | BRA Brasil               | 26     | +9        |       |
| 6    | Elvin Rodgers         | DOM República Dominicana | 23     |           |       |

### Final

#### Disputa pelo bronze
| Pos.              | Atirador              | Nacionalidade      | Pontos | Desempate | Notas |
| ----------------- | --------------------- | ------------------ | ------ | --------- | ----- |
| Medalha de bronze | Enrique Brol Cardenas | GUA Guatemala      | 29     |           |       |
| 4                 | Walton Eller          | USA Estados Unidos | 26     |           |       |

#### Disputa pelo ouro
| Pos.             | Atirador             | Nacionalidade            | Pontos | Desempate | Notas |
| ---------------- | -------------------- | ------------------------ | ------ | --------- | ----- |
| Medalha de ouro  | Hebert Brol Cardenas | GUA Guatemala            | 27     |           |       |
| Medalha de prata | Sergio Piñero        | DOM República Dominicana | 26     |           |       |